# 怀德郡
怀德郡，中国唐朝时设置的郡。
- 北周建德四年（575年）以南都郡改名怀德郡，属南州。治所在武宁县（今重庆市万州区西南武陵镇）。辖境相当今重庆市万州区西南、忠县东北一带。隋文帝开皇三年（583年）废怀德郡，武宁县地入信州。
- 唐玄宗天宝元年（742年），改窦州置怀德郡。治所在信义县（今广东省信宜市东镇镇）。下辖信义县、潭峨县（今广东省信宜市水口镇旧县村古城）、特亮县（今广东省信宜市径口镇煲肚村）、怀德县（今广东省信宜市东北）。唐肃宗乾元元年（758年）复改为窦州。
- 唐肃宗至德二载（757年），改宁朔郡置怀德郡。治所在延恩县（今内蒙古鄂托克旗东北）。下辖延恩县、怀德县（今内蒙古鄂托克前旗察干陶勒盖苏木巴彦呼日呼古城）、归仁县（今内蒙古鄂托克前旗敖勒召其镇敖勒召其古城）。唐肃宗乾元元年（758年）改为宥州。